# Rotta a Oriente
Rotta a oriente è il tredicesimo romanzo della saga di Jack Aubrey e Stephen Maturin, personaggi immaginari, anche se Aubrey è ispirato alle imprese di Lord Cochrane. Da questi romanzi è stato tratto il film Master and Commander - Sfida ai confini del mare, con Russell Crowe.
In effetti la sceneggiatura del film è un sunto di episodi tratti dai vari romanzi della serie.

## Trama
Jack Aubrey, già condannato per frode in borsa e radiato dai ruoli della Royal Navy, ha catturato in porto la fregata francese Diane, che è stata acquistata dalla marina. Poiché Jack non è stato reintegrato nei ruoli perché ha rifiutato un compromesso, si dedica con l'amico Stephen Maturin alla missione che la fregata Surprise, messa in disarmo, e diventata una nave corsara, cioè una nave da guerra privata con lettera di corsa, doveva intraprendere: attaccare il traffico francese e statunitense in Sud America e, clandestinamente, sostenere le attività rivoluzionarie nelle colonie spagnole. 
Finita la convalescenza, i due amici riprendono il mare con la Surprise verso il Sud America spagnolo, ma durante uno scalo a Lisbona il colpo di scena: in seguito ad una indiscrezione, gli Spagnoli sanno il motivo del viaggio, e per smentire il tutto, Jack viene reintegrato nei ruoli, e gli viene affidato il comando della Diane per una missione nel Sud-est asiatico.
Si tratta di trasportare una missione diplomatica che dovrà contrastare una analoga missione francese presso uno staterello malese, il sultanato di Pulo Prabang, la quale vuole far bloccare la rotta commerciale privilegiata dalle navi della Compagnia delle Indie; ma tra gli inviati francesi ci sono Ledward e Wray, le due spie francesi che hanno cercato di rovinare Jack con la montatura della frode in borsa.
La Diane arriva a Batavia, dove Stephen, con l'incarico di consigliere per l'inviato di Sua Maestà Edward Fox, trova un contatto per il prosieguo della missione; inoltre si imbarcano alcuni gentiluomini (ma non troppo) destinati a dare pompa ed importanza alla delegazione.
Ma l'arrivo nel sultanato dà origine ad una ridda di colpi proibiti tra le due missioni, da far sembrare uno scherzo i fuochi artificiali e le bordate che la Diane sfoggia per impressionare il sultano durante la sua visita alla nave. Falsi diari francesi, un impiegato francese usato per fornire informazioni avvelenate e successivamente "rivoltato" da Stephen, i due traditori che si intrattengono piacevolmente con il favorito del sultano, Ahmed, un ragazzo fatuo e amante del potere spicciolo, fino a che la moglie del sultano non rende noto al marito il fatto: il ragazzo viene "pepato", cioè ucciso a bastonate dopo avergli messo in testa un sacco con del pepe, e ai due traditori revocata l'immunità diplomatica. La strada per il trattato è spianata.
Ma sulla rotta per Batavia esplodono le incomprensioni tra il pomposo e complessato Fox e Jack, ed il clima festoso seguito al trattato si guasta irrimediabilmente. Inoltre la Surprise manca all'appuntamento che avrebbe dovuto restituire Jack e Stephen alla missione originaria.
Infine, la Diane si incaglia su una scogliera non segnata dalle carte, e l'inviato parte per Giava sulla pinaccia della nave; sembra un viaggio semplice di sole 200 miglia, ma un tifone distrugge la nave e affonda la pinaccia. L'equipaggio rimane bloccato su un'isola deserta vicina agli scogli dove la Diane si era incagliata.

## Edizioni
- Patrick O'Brian, Rotta a oriente, traduzione di Paola Merla, collana La Gaja scienza, Longanesi, 2003,  p. 335, ISBN 88-304-1980-X.